# 후지 록 페스티벌
후지 락 페스티벌(FUJI ROCK FESTIVAL)은 스매쉬 코퍼레이션이 주최하는 일본의 록 페스티벌이다. 1997년부터 열리기 시작했다. 1999년부터는 니가타현 나에바 내바리조트에서 열리고 있다.

## 발자취
2009년에는 7월 24일~26일 3일간 개최예정이다.